# Беррешид
Беррешид (араб. برشيد‎) — марокканский город, расположенный в области Шавия-Уардига. Он находится в 30 км от Касабланки, экономической столицы. Город насчитывает 89 830 жителей (по данным 2004 года). Беррешид известен своей индустриальной зоной, занимающей 3-е место по всей стране после Касабланки и Танжера. В этом городке агрикультура широко влияет на жизнь населения. Её доля в национальном марокканском уровне — 13,25 %.